# Shinya Yamanaka
Shinya Yamanaka (山中 伸弥, Yamanaka Shin'ya) (Higashiosaka, 4 de setembro de 1962) é um médico japonês, pesquisador de células-tronco adultas.
Foi laureado com o Nobel de Fisiologia ou Medicina de 2012, juntamente com John Gurdon, "pela descoberta de que células maduras podem ser reprogramadas de modo a tornarem-se pluripotentes".

## Condecorações
- 2007 Prêmio Meyenburg[2][3]
- 2008 Yamazaki-Teiichi Prize in Biological Science & Technology
- 2008 Prêmio Robert Koch
- 2008 Prêmio Shaw in Life Science & Medicine[4][5][6]
- 2008 Sankyo Takamine Memorial Award[7]
- 2008 Prêmio Rosenstiel[8]
- 2009 Prêmio Internacional da Fundação Gairdner[9]
- 2009 Prêmio Albert Lasker de Pesquisa Médica Básica
- 2010 Prêmio March of Dimes de Biologia do Desenvolvimento
- 2010 Prêmio Kyoto in Biotechnology and medical technology
- 2010 Prêmio Balzan em biologia
- 2012 Nobel de Fisiologia ou Medicina
- 2013 Breakthrough Prize in Life Sciences